# Dida Drăgan
Dida Drăgan (eigentl.: Didina Alexandra Drăgan; * 14. September 1946 in Jugureni) ist eine rumänische Sängerin und Poetin.

## Leben und Wirken
Sie nahm erfolgreich an einigen internationalen Musikfestivals teil: 1972 beim Musikfestival Mamaia (1. Platz), 1974 beim Internationalen Schlagerfestival Dresden (3. Platz), 1975 beim Euro-Cup Knokke-Heist und beim Songfestival Tokio. Sie nahm in den 1970er Jahren drei Singles in deutscher Sprache für das DDR-Label Amiga auf.
Sie wäre 1993 mit dem theatralischen Klavierstück Nu Pleca als erster Beitrag Rumäniens beim Eurovision Song Contest gedacht gewesen, konnte sich aber nicht beim osteuropäischen Vorentscheid in Ljubljana qualifizieren.

## Diskografie
Alben
- 1984: Dida Drăgan
- 1987: Deschideți poarta soarelui
- 1997: O lacrimă de stea
- 2001: Pentru buni și pentru răi
- 2002: Mi-e dor de ochii tăi